# Eloise von Oranje-Nassau

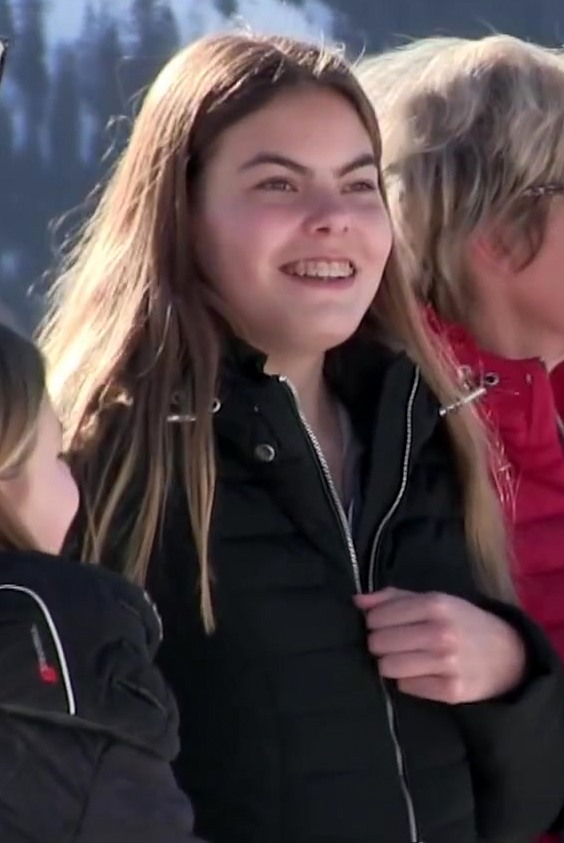
Eloise von Oranje-Nassau, 2019

Eloise Sophie Beatrix Laurence Gräfin van Oranje-Nassau, Freiin von Amsberg (Spitzname Elolo; * 8. Juni 2002 in Den Haag) ist das älteste Kind von Prinz Constantijn der Niederlande und Laurentien Brinkhorst. Eloise ist in der niederländischen Thronfolge auf Platz 5. Im Alltag nennt sie sich Eloise van Oranje, so wird sie auch von den Medien vorrangig bezeichnet.

## Leben
Eloise wurde im Bronovo-Krankenhaus in Den Haag geboren. Sie ist das erste Enkelkind von Prinzessin Beatrix und das einzige Enkelkind, welches Prinz Claus noch kennengelernt hat. Obwohl ihr Vater ein Prinz ist, wurde sie bei der Geburt keine Prinzessin, sondern Gräfin. Bei der Heirat ihrer Eltern wurde beschlossen, die Anzahl der niederländischen Prinzen und Prinzessinnen zu begrenzen.
Am 15. Dezember 2002 wurde Eloise von Pastor Carel ter Linden in der Kapelle von Paleis Het Loo in Apeldoorn getauft. Ihre Taufpaten sind Kronprinz Haakon van Norwegen, ihr Onkel Prinz Friso van Oranje-Nassau van Amsberg, Prinzessin Carolina von Bourbon-Parma und Sophie van de Wouw.
Sie war die erste aus dem niederländischen Königshaus, die ein eigenes Social-Media-Profil hatte. Eloise brachte im Jahr 2021 einen eigenen Lifestyle-Ratgeber heraus. Ihr Hauptkonto auf Instagram, das sie im Jahr 2018 begonnen hatte, hatte im November 2021 mehr als 300.000 Follower. Auf einem anderen Konto begann sie, ihre getragene Kleidung zu verkaufen. In den niederländischen Medien erhielt sie den Spitznamen „Influencer-Gräfin“. Am 25. August 2021 eröffnete sie die eintägige Ausstellung „Layered“ in der Beurs van Berlage über Stereotypen und die Kraft der Selbstausdrucksweise. Eloise arbeitete an diesem Projekt mit, indem sie auf audiovisuelle Weise ihre persönlichen Erfahrungen auf diesem Gebiet mit den Besuchern teilte.
Im November 2021 nahm sie an der YouTube-Serie „Het Jachtseizoen“ von StukTV teil, in der sie eine entflohene Gefangene spielte, die vier Stunden lang aus den Händen eines Teams von StukTV entkommen musste. Im Jahr 2023 nahm sie an der Fernsehsendung „Het Perfecte Plaatje“ in Südafrika teil.
Eloise studiert seit 2020 an der Hotelschule The Hague in Amsterdam.
Ihr Bruder ist Claus-Casimir von Oranje-Nassau und Leonore von Oranje-Nassau ihre Schwester.

## Namen
- Eloise nach einer Vorfahrin ihrer Mutter Laurentien
- Sophie nach Prinzessin Sophie van Oranje-Nassau
- Beatrix nach ihrer Großmutter, Prinzessin Beatrix
- Laurence nach ihrer Mutter Laurentien und nach ihrem Großvater Laurens Jan Brinkhorst.

## Vorfahren
| Ahnentafel Eloise von Oranje-Nassau | Ahnentafel Eloise von Oranje-Nassau                                                       | Ahnentafel Eloise von Oranje-Nassau                                                                         | Ahnentafel Eloise von Oranje-Nassau                                                                            | Ahnentafel Eloise von Oranje-Nassau                                                                            | Ahnentafel Eloise von Oranje-Nassau                                                        | Ahnentafel Eloise von Oranje-Nassau                                                                 | Ahnentafel Eloise von Oranje-Nassau                                        | Ahnentafel Eloise von Oranje-Nassau                                        |
| ----------------------------------- | ----------------------------------------------------------------------------------------- | --- | --- | --- | ------------------------------------------------------------------------------------------ | --------------------------------------------------------------------------------------------------- | -------------------------------------------------------------------------- | -------------------------------------------------------------------------- |
| Alt-Eltern                          | Wilhelm von Amsberg (1856–1929) ⚭ 1889 Elise von Vieregge (1866–1951)                     | Georg von dem Bussche-Haddenhausen (1869–1923) ⚭ 1896 Gabrielle Marie von dem Bussche-Ippenburg (1877–1973) | Prinz Bernhard zur Lippe-Biesterfeld (1872–1934) ⚭ 1909 Armgard von Sierstorpff-Cramm (1883–1971)              | Herzog Heinrich zu Mecklenburg (1876–1934) ⚭ 1901 Königin Wilhelmina (1880–1962)                               | Jan Hendrik Brinkhorst (1866–1925) ⚭ Maria Jacoba Steenbeek (1864–1925)                    | Laurens Antonie Frederik Hoolboom (1867–1945) ⚭ Gertrude Clémence Emilie Eugénie Hofman (1875–1968) | Anne Heringa (1874–1924) ⚭ Rensje Hermina Posthuma (1876–1971)             | Peter Johannes Roskam (1869–1957) ⚭ Catharina Troste (1878–1962)           |
| Urgroßeltern                        | Klaus Felix von Amsberg (1890–1953) ⚭ 1924 Gosta von dem Bussche-Haddenhausen (1902–1996) | Klaus Felix von Amsberg (1890–1953) ⚭ 1924 Gosta von dem Bussche-Haddenhausen (1902–1996)                   | Prinz Bernhard zur Lippe-Biesterfeld (1911–2004) ⚭ 1937 Juliana (1909–2004), Königin der Niederlande 1948–1980 | Prinz Bernhard zur Lippe-Biesterfeld (1911–2004) ⚭ 1937 Juliana (1909–2004), Königin der Niederlande 1948–1980 | Marius Jacobus Brinkhorst (1902–1943) ⚭ Françoise Laurence Wilhelmina Hoolboom (1901–1981) | Marius Jacobus Brinkhorst (1902–1943) ⚭ Françoise Laurence Wilhelmina Hoolboom (1901–1981)          | Ewardus Heringa (1904–1988) ⚭ Petronella Johanna Roskam (1905–1991)        | Ewardus Heringa (1904–1988) ⚭ Petronella Johanna Roskam (1905–1991)        |
| Großeltern                          | Claus von Amsberg (1926–2002) ⚭ 1966 Beatrix (* 1938), Königin der Niederlande 1980–2013  | Claus von Amsberg (1926–2002) ⚭ 1966 Beatrix (* 1938), Königin der Niederlande 1980–2013                    | Claus von Amsberg (1926–2002) ⚭ 1966 Beatrix (* 1938), Königin der Niederlande 1980–2013                       | Claus von Amsberg (1926–2002) ⚭ 1966 Beatrix (* 1938), Königin der Niederlande 1980–2013                       | Laurens Jan Brinkhorst (1937) ⚭ 1960 Jantien Heringa                                       | Laurens Jan Brinkhorst (1937) ⚭ 1960 Jantien Heringa                                                | Laurens Jan Brinkhorst (1937) ⚭ 1960 Jantien Heringa                       | Laurens Jan Brinkhorst (1937) ⚭ 1960 Jantien Heringa                       |
| Eltern                              | Constantijn der Niederlande (* 1969) ⚭ 2001 Laurentien Brinkhorst (* 1966)                | Constantijn der Niederlande (* 1969) ⚭ 2001 Laurentien Brinkhorst (* 1966)                                  | Constantijn der Niederlande (* 1969) ⚭ 2001 Laurentien Brinkhorst (* 1966)                                     | Constantijn der Niederlande (* 1969) ⚭ 2001 Laurentien Brinkhorst (* 1966)                                     | Constantijn der Niederlande (* 1969) ⚭ 2001 Laurentien Brinkhorst (* 1966)                 | Constantijn der Niederlande (* 1969) ⚭ 2001 Laurentien Brinkhorst (* 1966)                          | Constantijn der Niederlande (* 1969) ⚭ 2001 Laurentien Brinkhorst (* 1966) | Constantijn der Niederlande (* 1969) ⚭ 2001 Laurentien Brinkhorst (* 1966) |
| Eloise van Oranje-Nassau (* 2002)   |                                                                                           | | | |                                                                                            | |                                                                            |                                                                            |

## Publikationen
- Learning by doing. Van kleding, koken tot op kamers gaan; zó doet Elo het! Clf Media B.V. (2021). ISBN 978-90-828598-9-8.